# سیارک ۴۱۹۹
سیارک ۴۱۹۹ (به انگلیسی: 4199 Andreev، نامگذاری:1983RX2) چهار هزار و صد و نود و نهمین سیارک کشف شده‌است که در ۱ سپتامبر ۱۹۸۳ کشف شد.
قدر مطلق سیارک برابر ۱۳٫۱۰ است.